# تپه لب خط ۲
تپه لب خط ۲ مربوط به دوره اشکانیان است و در شهرستان اراک، بخش مرکزی، دهستان مشهد میقان، سمت چپ جاده اراک به فرمهین واقع شده و این اثر در تاریخ ۲۶ اسفند ۱۳۸۷ با شمارهٔ ثبت ۲۶۱۱۶ به‌عنوان یکی از آثار ملی ایران به ثبت رسیده است.